# Prairie Grove (Arkansas)
Prairie Grove è una città degli Stati Uniti d'America situata nello Stato dell'Arkansas, nella Contea di Washington.